# Книга деяний Ардашира сына Папака
Книга деяний Ардашира сына Папака (перс. کارنامهٔ اردشیر بابکان‎, Kārnāmak-i Artašir-i Pāpakān, Карнамак) — произведение пехлевийской литературы, повествующее о деяниях первого шахиншаха из династии Сасанидов Ардашира Папакана (ок. 180—241), правившего с 224 по 241 год. Согласно указанию армянского историка Мовсеса Хоренаци написана в IV в. при праправнуке Ардашира — Шапуре II.

## Содержание и связь с другими источниками

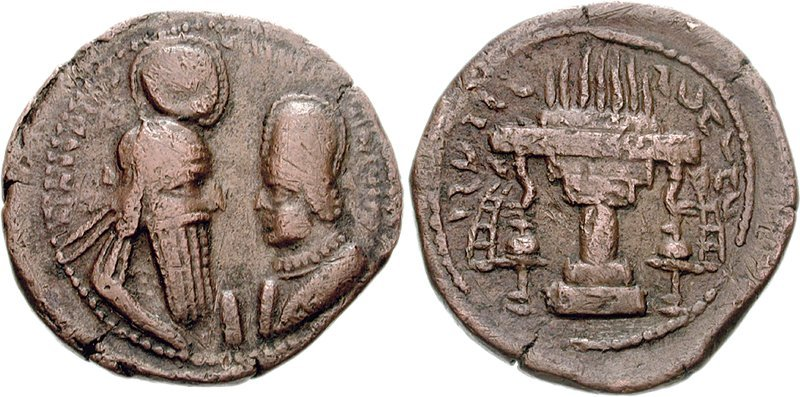
Монета Ардашира I (пр. 224–242) и Шапура I (пр. 240-270).

Главным героем «Книги деяний» является основатель государства Сасанидов Ардашир Папакан. Описываются его детство, юность, борьба за власть с парфянским царём Артабаном V и восшествие на престол. Далее рассказывается о его сыне Шапуре I, правившем в 240—272 годах и внуке Ормизде I (272—273). Однако, хотя все эти персонажи являются реальными историческими деятелями, изложение событий в «Книге» является легендарным и является, вероятно, переработкой эпических сказаний.

## Рукописи и издания
Сохранилось не менее десяти рукописей «Книги», лучшая из которых была переписана в 1322 году и является копией рукописи 1255 года. Первый перевод «Книги» на гуджарати был опубликован в Бомбее в 1853 году К. А. Ношерваном. Тогда же вышел английский перевод Д. П. Санджаны. В 1899 году Х. Ирани опубликовал перевод на современный персидский язык, а в следующем году вышло издание Е. К. Антии с переводом на гуджрати и английский. Все эти издания не отвечали состоянию знаний современной иранистики и восточной текстологии, однако сыграли важную роль в дальнейшем изучении произведения. В 1906 году в Париже вышел армянский перевод. Научное изучение памятника связано с именем немецкого ориенталиста Т. Нёльдеке, опубликовавшего в 1878 году перевод на немецкий язык. Его издание, основанной на позднейших рукописях XIX века было снабжено комментариями, которые к настоящему времени сохранили научное значение. Комментированные издания появились в 1920-50-х годах в Иране. В 1976 году вышел снабжённый научным аппаратом перевод на грузинский язык, подготовленный Т. Д. Чхеидзе. Перевод первых трёх глав был выполнен в 1984 году И. С. Брагинским.
В 1987 году в серии «Памятники письменности Востока» вышло русское научное издание, подготовленное А. М. Чунаковой.